# Wilhelm Dettmering
Wilhelm Heinrich Dettmering (* 19. Januar 1912 in Aumund bei Bremen, heute Teil von Bremen; † 18. Februar 1999) war ein deutscher Ingenieur und Vorsitzender des Vereins Deutscher Ingenieure (VDI).

## Leben
Wilhelm Heinrich Dettmering wurde 1912 im heutigen Bremer Stadtteil Vegesack als Sohn von Anna († vor 1986), geborene Oentrich, und Wilhelm Dettmering geboren. Von 1935 bis 1941 studierte er Maschinenbau. Nach seinem Studium in Bremen, Berlin (TH) und Braunschweig mit der Fachrichtung Flugtriebwerke arbeitete Wilhelm Dettmering von 1933 bis 1945 in Travemünde und Peenemünde auf dem Gebiet des Triebwerkbaus. Nach dem Zweiten Weltkrieg schloss er sein Studium als Dipl.-Ing. in Braunschweig ab und wechselte 1948 als Oberingenieur an die TH Aachen, wo er 1959 zum Dr.-Ing. promoviert wurde und 1962 eine ordentliche Professur erhielt und bis 1969 Direktor des Instituts für Strahlantriebe und Turboarbeitsmaschinen war. 1970 wechselte er zur Friedrich Krupp GmbH, wo er bis 1977 für die Forschungsabteilung verantwortlich war. Ab 1969 war er Vorstandsmitglied der Deutschen Gesellschaft für Luft- und Raumfahrt (ab 1982 Ehrenmitglied) und ab 1971 war er Mitglied der Rheinisch-Westfälischen Akademie der Wissenschaften.
Von 1973 bis 1980 war Dettmering Vorstandsmitglied des Vereins Deutscher Ingenieure (VDI), 1975 bis 1977 dessen Vorsitzender und später Ehrenmitglied. Er war Verfasser zahlreicher Fachveröffentlichungen. Nach dem Ausscheiden aus dem aktiven Berufsleben wurde er Vorsitzender der Georg-Agricola-Gesellschaft und Mitherausgeber des elfbändigen Werks Technik und Kultur.
Dettmering betrieb Hochsee-Segelsport und gewann 1936 bis 1939 auch Regatta-Preise. Er war evangelisch und hatte einen Sohn namens Wilhelm. 1987 erhielt Dettmering das Bundesverdienstkreuz 1. Klasse.

## Veröffentlichungen (Auswahl)
- Der Nahverkehr. Probleme und Lösungsansätze. 1976.